# جامع كلام
جامع الكلام هو عند الشعراء أن يذكر الشاعر في شعره الموعظة والحكمة والشكوى من الزمان. ويأتي أيضا بمعنى الكلام الموجز الذي ألفاظه قليلة ومعانيه كثيرة. قال رسول الله صلى الله عليه وآله وسلم: «أوتيت جوامع الكلم» أي أوتيت الكلم الجوامع لقلة ألفاظها وكثرة معانيها. ومنه حديث «إنما الأعمال بالنيات»، فإن تحته كنوزا من العلم، ومنه: «البينة على المدعي واليمين على من أنكر»، ومنه: «الخراج بالضمان»، ومنه: «الغرم بالغنم».